# 3034 Climenhaga
3034 Climenhaga је астероид главног астероидног појаса са средњом удаљеношћу од Сунца која износи 2,323 астрономских јединица (АЈ).
Апсолутна магнитуда астероида је 12,3.